# Theater Mummpitz
Das Theater Mummpitz ist ein Nürnberger Kindertheater und wird von der Stadt Nürnberg, dem Land Bayern sowie vom Bezirk Mittelfranken gefördert. Es ist außerdem Mitglied der ASSITEJ (Association Internationale du Théâtre de l’Enfance et la Jeunesse – Vereinigung des Theaters für Kinder und Jugendliche), des Verband Freie Darstellende Künste Bayern e. V. sowie des Landesverband Bayern des Deutschen Bühnenverein. Der Kachelbau, den das Theater Mummpitz gemeinsam mit dem Kindermuseum Nürnberg als Kinderkulturzentrum betreibt, wurde zwischen 1954 und 1967 nach Plänen des Architekten Theo Kief errichtet. Im Zuge der Umwandlung des Schlachthofgeländes in ein Wohngebiet wurde das unter Denkmalschutz stehende ehemalige Maschinenhaus vom Architekturbüro Niederwöhrmeier+Kief für die kulturelle Nutzung umgebaut.

## Geschichte
1980 fanden sich im Kulturladen Rothenburger Straße Studenten und Schüler zum Theater spielen zusammen. Nach 21 Jahren Wanderschaft durch verschiedene Nürnberger Spielstätten zogen sie 2001 in den Kachelbau, der gerade mal 150 Meter vom Gründungsort entfernt liegt. Aus der Wanderbühne wurde eine feste Institution im Nürnberger Kulturleben.
Das kulturelle Klima in der Stadt Nürnberg und erfolgreiche Kooperationen mit verschiedenen Partnern sorgten für Bedingungen, die bis heute eine kontinuierliche Weiterentwicklung erlauben.
In den 1980er Jahren wurde das Recht auf „freies Theater“ an die Vertreter der Stadt herangetragen und es wurde auf die Notwendigkeit eines Theaters für Kinder hingewiesen. Ein erster Zuschuss von einhunderttausend Mark für freies Theater (damals für sieben Theatergruppen), gemeinsam beschlossen von CSU und Grünen, war ein Meilenstein in der Entwicklung.
Anfang der 1990er begannen die Kooperationen mit der Tafelhalle Nürnberg und dem Stadttheater Fürth. Ende der 1990er boten Theater Mummpitz und Theater Pfütze gemeinsam dem Staatstheater Nürnberg (damals noch Städtische Bühnen) eine Zusammenarbeit an. Aus dem gedachten Kindertheater des Staatstheaters war mittlerweile ein fast reines Jugendtheater geworden, das zur Konkurrenz im eigenen Haus mutierte. Die damalige Leitung erkannte, dass die Kooperation mit den Theatern Mummpitz und Pfütze für alle Seiten von Vorteil wäre: Die Kinder bekommen hochwertige Stücke zu sehen, das Kindertheater wird von Künstlern gemacht, die gerne für Kinder spielen, das Staatstheater kann mit seinen Schauspielern besser disponieren und Mummpitz und Pfütze sind finanziell besser abgesichert. Seit 1997 kooperieren das Staatstheater, Theater Pfütze und Theater Mummpitz erfolgreich in einem in der Bundesrepublik einmaligen und viel beachteten Modell.
Im Jahr 2000 veranstaltete das Theater Mummpitz zum ersten Mal das europäische „Kindertheaterfestival Panoptikum“, welches mittlerweile zu einem festen Bestandteil des Nürnberger Kulturlebens und der internationalen Kindertheaterszene geworden ist. 2001 bezog Mummpitz mit dem Museum im Koffer und dem Kinderzirkus CriCri das Kinderkulturzentrum Kachelbau auf dem ehemaligen Nürnberger Schlachthofgelände. Das unter Denkmalschutz gestellte Bauwerk von Theo Kief wurde 2001 vom Nürnberger Architekturbüro Niederwöhrmeier + Kief umgebaut.
2006 wurde zudem das Theaterpädagogische Programm deutlich ausgebaut. Workshops und Kurse zu gesellschaftlichen Themen wie „Gewalt in Schulen“, „Sprachvermögen“ oder „Aufmerksamkeitsdefizite“ wurden entwickelt und für Schulen angeboten, die auf dieses Angebot mehr und mehr zugreifen. 2009 initiiert das Theater Mummpitz den Nürnberger Kulturrucksack, ein Modell der kulturellen Bildung für Schüler, das mit Partnern wie der Tafelhalle, dem Germanischen Nationalmuseum oder den Nürnberger Symphonikern zusammenarbeitet. Das Theater Mummpitz ist seit 2007 sehr gerne Gastgeber der Nürnberger Schul- und Kulturtage. Bereits seit 2004 gibt es die Kindermusikreihe „Musikuss“ mit Gastspiele von Kindermusiktheatern und dem monatlichen Programm Jazz für Kinder.
Das Theater Mummpitz hat mit seinen Produktionen in der gesamten Bundesrepublik gespielt und gastierte auf Festivals und Gastspielen in Belgien, Dänemark, England, Frankreich, Irland, Italien, Kanada, Liechtenstein, Luxemburg, Nordirland, Österreich, Polen, Russland, Schottland, der Schweiz, Spanien, Ungarn und den USA.
Das Gebäude ist in der Liste der Museen in Nürnberg und in der Liste der Theater in Nürnberg eingetragen.

## Produktionen
Bis zum Jahresende 2020 hat das Theater Mummpitz 72 Inszenierungen in 4.192 Vorstellungen vor gut 537.000 Zuschauern gezeigt.
- 1981 Fridolin Fichte
- 1982 Familie Gagginger, ’ne unheimliche Kiste und kein Zombie
- 1983 Der schwarze Kontinent
- 1984 Das Mädchen im Espenbaum
- 1986 Das Trollkind
- 1987 Die Geschichte von der verlassenen Puppe
- 1987 Don Quijote
- 1988 Eine Nacht im Februar
- 1989 Darüber spricht man nicht
- 1990 Gewalt im Spiel
- 1990 Metamorphosen
- 1991 Die Geschichte vom Baum
- 1992 Mohammed
- 1992 Wer hat meinen kleinen Jungen gesehen
- 1993 Die Geschichte vom Soldaten
- 1993 Rosa und Celeste
- 1994 Der Nibeljunge
- 1994 Die Abenteuer des kleinen Däumling
- 1995 Bola – eine Liebesgeschichte
- 1995 Der Teufel mit den drei goldenen Haaren
- 1996 Die fürchterlichen Fünf
- 1996 Und als die Erde brannte…
- 1997 Die Geschichte vom kleinen Onkel
- 1997 Gloria von Jaxtberg
- 1998 Lazarillo
- 1998 Rotkäppchen – kein echter Grimmi
- 1999 Aprikosenzeit
- 1999 Die Mühle der schwarzen Raben
- 2000 Salto und Mortale
- 2001 Die Geschichte von der unbekannten Insel
- 2001 Die große Erzählung
- 2001 Katt und Fredda
- 2002 Die Duftsammlerin
- 2002 Ein Stück vom Himmel
- 2003 Ox und Esel
- 2003 Victor und Christabel
- 2004 Das kleine Nachtgespenst
- 2004 Der beste Hund der Welt
- 2004 Hodder, der Nachtschwärmer
- 2005 Light my fire
- 2005 Pinocchio
- 2006 Ein Freund für Löwe Boltan
- 2007 Der Chronist der Winde
- 2007 Ein Bär namens Sonntag
- 2007 Pikko, die Hexe
- 2008 Adrian und Lavendel
- 2008 Die grandiosen Abenteuer der tapferen Johanna Holzschwert
- 2008 Nasrudin und Valentin
- 2009 Prometheus
- 2009 Willi und die große Mauer
- 2010 He Duda
- 2011 Lottes Feiertag oder wie Joseph zu seiner Ohrfeige kam
- 2011 Zanki Fransenohr
- 2012 Die Daniel Schneider Show
- 2012 Kleiner Zauber, großer Zauber
- 2012 Wolf gesucht!
- 2013 Der Golem
- 2013 Die Geschichte vom Fuchs, der den Verstand verlor
- 2014 Am Anfang
- 2014 Ausgebüxt
- 2015 Schneewittchen
- 2015 Tischlein deck dich
- 2016 Der unvergessene Mantel
- 2016 Pinguin gefunden
- 2017 Iwein Löwenritter
- 2017 Kaschtanka
- 2018 Foxtrott
- 2018 Glückstage
- 2018 Nur ein Tag
- 2019 Paula und die Leichtigkeit…
- 2020 I Will Be Everything
- 2020 Der Dreigroschenopa

## Preise und Auszeichnungen
- 1989 Kulturförderpreis der Stadt Nürnberg
- 1994 Wolfgang-Anrath-Preis für die Produktion „Der Nibeljunge“ von Rudolf Herftner
- 2000 Kulturförderpreis der Stadt Nürnberg für die Ausrichtung des Festivals „panoptikum“
- 2001 Kinder- und Jugendtheaterpreis der Bayerischen Theatertage in Ingolstadt sowie Preis der Schülerjury für das beste Kinder- und Jugendstück „Salto und Mortale“
- 2002 die Eigenproduktion „Salto und Mortale“ wird mit dem „6. Bayerischen Theaterpreis“ ausgezeichnet
- 2002 Bayerischer Theaterpreis beim Festival „panoptikum“ in Augsburg für „Die große Erzählung“ von Bruno Stori
- 2005 Theaterpreis bei den Bayerischen Theatertagen in Bamberg für „Der beste Hund der Welt“ von Sharon Creech
- 2007 Kulturpreis Bayern der E.On Bayern AG
- 2007 SpardaZukunftspreis „Bildung für Kinder und Jugendliche“ 2007 (1. Platz)
- 2008 Stern des Jahres 2008 der Abendzeitung in der Sparte Kindertheater für die Produktion: „Die grandiosen Abenteuer der tapferen Johanna Holzschwert“ (8+)
- und auch die Nürnberger Nachrichten würdigen „Johanna Holzschwert“ als kulturellen Höhepunkt 2009
- und auch „Prometheus. Eine Weltgeschichte“ (10+) wird 2009 von den Nürnberger Nachrichten als kultureller Höhepunkt gewürdigt.